# Savasse
Savasse ist eine französische Gemeinde mit 1.630 Einwohnern (Stand 1. Januar 2022) im Département Drôme in der Region Auvergne-Rhône-Alpes. Sie gehört zum Arrondissement Nyons und zum Kanton Montélimar-1. Savasse ist Mitglied des Gemeindeverbandes Montélimar-Agglomération.

## Geographie
Savasse liegt im Ballungsraum rund fünf Kilometer nördlich von Montélimar am linken Ufer der Rhône an der Grenze zum benachbarten Département Ardèche. An der südöstlichen Gemeindegrenze verläuft der Fluss Roubion. Nachbargemeinden sind:
- La Coucourde im Norden,
- Condillac im Nordosten,
- Sauzet und Saint-Marcel-lès-Sauzet im Osten,
- Montélimar im Süden,
- Rochemaure im Südwesten (Département Ardèche) und
- Meysse im Westen (Département Ardèche).

## Bevölkerungsentwicklung
| Jahr                       | 1968 | 1975 | 1982 | 1990 | 1999 | 2006 | 2017 |
| Einwohner                  | 793  | 829  | 1050 | 1089 | 1093 | 1217 | 1444 |
| Quellen: Cassini und INSEE |      |      |      |      |      |      |      |

## Sehenswürdigkeiten
- Kirche Notre-Dame-la-Blanche aus dem 11. Jahrhundert – Monument historique[1]
- Schloss Serre-de-Parc aus dem 18. Jahrhundert – Monument historique[2]

## Persönlichkeiten
- Jean d’Aulan (1900–1944), Bobfahrer, Flieger und Autorennfahrer